# Zonda-Gletscher
Der Zonda-Gletscher ist ein rund 13 km langer Gletscher an der Rymill-Küste des Palmerlands auf der Antarktischen Halbinsel. Er fließt in westnordwestlicher Richtung zwischen der Föhn Bastion und den Zonda Towers zum George-VI-Sund.
Vermessungen nahmen 1948 der Falkland Islands Dependencies Survey und von 1971 bis 1972 der British Antarctic Survey vor. Luftaufnahmen entstanden 1966 durch die United States Navy. Das UK Antarctic Place-Names Committee benannte ihn 1977 nach dem Zonda, einem Föhnwind in den argentinischen Anden.